# Andrzej Zieliński (ur. 1965)
Andrzej Zieliński (ur. 17 listopada 1965 w Łomży) – polski klawiszowiec i akordeonista. W latach 1986–1990 i 2001-2006 członek Papa Dance i od 2006 roku członek Ex-Dance. Wcześniej członek zespołu Kapitana Nemo.

## Życiorys
Karierę zaczął od grania w zespole Kapitana Nemo. W 1986 dołączył do zespołu Papa Dance. W 1990 Zieliński wyjechał wraz z Papa Dance na koncerty w klubach polonijnych do USA i Kanady, gdzie doszło do rozpadu zespołu. Po tych wydarzeniach wyjechał do Ameryki i grał w różnych klubach pod pseudonimem DJ Greensky. W 2001 wraz z Mariuszem Zabrodzkim, Pawłem Stasiakiem, Waldemarem Kuleczką, Jackiem Szewczykiem, oraz dwoma muzykami towarzyszącymi Dariuszem Piskorzem i Marcinem Tywoniukiem reaktywował zespół Papa Dance, reaktywacji był przeciwny Sławomir Wesołowski. W 2006 roku przeszedł do noworeaktywowanego przez Grzegorza Wawrzyszaka zespołu Ex-Dance.

## Dyskografia
- Andrzej Zieliński w Discogs